# Severomujskijtunneln
Severomujskijtunneln (ryska: Северому́йский тонне́ль) är en järnvägstunnel belägen på linjen Bajkal Amur Magistral i Sibirien. Tunneln är med sina 15 343 meter Rysslands längsta tunnel (tunnelbanetunnlar borträknade), och en av Asiens längre. 
Tunneln är namngiven efter Severomujskijbergen som den går genom.
2023-11-30 rapporterades ett tåg lastat med bränsle och explosiva varor ha sprängts inne i tunneln av den ukrainska underrättelsetjänsten SBU.

## Byggandet av tunneln
Arbetet på tunneln började 1978. Den byggdes genom svårforcerad sten och man stötte ofta på grundvatten. En av metoderna som användes var att pumpa in flytande kväve i stenen, så att vattnet hölls fruset tills man hunnit försegla.
I september 1979 stötte arbetarna på en förkastning som var förbunden till en 12 000 kubikmeter stor underjordisk sjö. Det medförde att en dräneringstunnel måste byggas, och när det stod klart att det inte fanns en chans att få tunneln färdigställd på utsatt tid, byggde man en 28 km lång förbifart över bergen. Denna blev färdig 1987 men hade så brant lutning att maxhastigheten begränsades till 15 km/tim och passagerartrafik förbjöds. Ytterligare en förbifart, 54 km lång, stod färdig 1989, passagerartrafik var tillåten på denna. Den 5 december 2003, tjugosex år efter byggstarten, stod Severomujskijtunneln färdig.